# Syllepte vagans
Syllepte vagans là một loài bướm đêm trong họ Crambidae.